# Acmadenia gracilis
Acmadenia gracilis är en vinruteväxtart som beskrevs av Dümmer. Acmadenia gracilis ingår i släktet Acmadenia och familjen vinruteväxter. Inga underarter finns listade i Catalogue of Life.